# Yvonne Lefébure
Yvonne Lefébure (29 de junio de 1898 - 23 de enero de 1986) fue una pianista francesa. 

## Biografía
Nacida en Ermont, estudió en la École Normale de Musique y en el Conservatorio de París, donde obtuvo el primer premio en piano.  Al concluir sus estudios se presentó repetidamente en la Orchestre des Concerts Lamoureux y en la Orchestre des Concerts Colonne así como en muchos recitales como solista.  En 1950 se presentó en el primer festival de Prades.  
Catedrática de la École Normale de Musique y del Conservatorio de París.  Se ocupó también de dictar clases magistrales internacionales en su propio festival en Saint-Germain-en-Laye.  Entre sus alumnos: Samson François, Dinu Lipatti, Jean-Marc Savelli, Avi Schönfeld, Karol Bermúdez, Pierre Reach, Hélène Boschi, Imogen Cooper...